# Tribunal des comptes (Espagne)
Pour les articles homonymes, voir Cour des comptes.
Le Tribunal des comptes (en espagnol : Tribunal de Cuentas) est l'institution de contrôle des finances publiques d'Espagne.
Il se compose de 12 juges élus par les Cortes Generales, à raison de six pour le Congrès des députés et six pour le Sénat.

## Présidents
- à partir du 20 novembre 2021 : Enriqueta Chicano Jávega
- à partir de juillet 2012 : Ramón Álvarez de Miranda García
- de 2007 à juillet 2012 : Manuel Núñez Pérez
- jusqu'à 2007 : Ubaldo Nieto de Alba